# Energie Informationsdienst
Der Energie Informationsdienst (EID) bietet ein unabhängiges Informationsangebot über den deutschen und europäischen Energiemarkt – von den Erneuerbaren, den Netzen, der Digitalisierung und Energie-Speicherung über Erdgas und Kohle bis zum Mineralölmarkt.
Der EID nutzt eine Kombination einer wöchentlichen Ausgabe mit „Daily News“, welche zusätzlich ein Energiepreis-Briefing enthalten. Seit 1962 erscheint eine EID-Tankstellenstatistik. Sie stellt die detaillierte Entwicklung des Tankstellenmarktes dar.
Außerdem stehen online zahlreiche statistisch aufbereitete Fakten, Daten und Charts sowie ausgewählte Themen-Dossiers zur Verfügung. Im Energie-Archiv finden die Leser eine Artikel-Datenbank mit über 30.000 Beiträgen.
Der Energie Informationsdienst ist im Rahmen eines Abonnements erhältlich. Unterschieden wird dabei in das Basis-Abo oder in Kombination mit verschiedenen Themenmodulen, wie Stadtwerke & Energieversorger sowie Fuels & Mobilität.